# Stéphanie Guerzoni
 (juillet 2024).
Stéphanie Guerzoni est une artiste-peintre suisse et italienne née le 15 avril 1887 à Vienne (Autriche) et morte le 27 mars 1970 à Genève.

## Biographie
Fille de Bernard Pechkranz et d'Élise, née Clavel, Stéphanie voit le jour en Autriche. Veuve très tôt après la naissance de sa fille, sa mère vient s'installer à Genève.
En 1909, Stéphanie épouse le négociant genevois Joseph Guerzoni dont elle gardera le patronyme comme nom d'artiste. Le 11 octobre 1914, elle donne naissance à une fille, Denise.
Sur les encouragements de son mari, elle s’inscrit à l'Ecole des Beaux-Arts de Genève ; elle y suit les cours de Louis Dunki, puis ceux dispensés par Ferdinand Hodler. Elle est l’une des élèves favorites de ce dernier et, à la suite de son décès en 1918, c'est elle qui s'installe dans son atelier de la rue du Grand-Bureau, dans le quartier des Acacias. 
Devenue veuve en 1921, elle épouse deux ans plus tard le diplomate, écrivain et poète tchécoslovaque Josef Palivec (cs). Attaché de presse auprès de la Société des Nations, il est nommé en poste à Paris comme attaché culturel auprès de l’ambassade de Tchécoslovaquie. Les contraintes auxquelles Guerzoni doit faire face, à la suite de l’avancement de la carrière diplomatique de son mari, l'empêchent de consacrer le temps qu’elle juge nécessaire à la peinture. Se sentant obligée de choisir entre les impératifs de la Carrière et son activité de peintre, elle finit, en 1929, par quitter le domicile conjugal pour reprendre sa vie d’artiste. Le divorce sera prononcé, mais elle entretiendra toujours de bonnes relations avec son ex-mari .
À Paris, elle côtoie Suzanne Valadon, André Utter et le journaliste Vanderpyl qui apprécie beaucoup son travail, aspirant à la voir « désintoxiquée du poison suisse ». En France, elle participe à de nombreuses expositions, notamment au Salon des indépendants. 
Le 21 juillet 1934, la France lui décerne la croix de chevalier de l'ordre national de la Légion d'honneur. À cette époque, elle commence à passer de plus en plus fréquemment ses vacances en Italie, en Ligurie, à Viareggio ou encore à Gênes où elle finit par élire domicile. Elle se marie à nouveau, avec Michelangelo Spanio, vénitien de vieille souche, dont elle deviendra veuve après 30 ans de mariage. En Italie, elle travaille sans relâche et exécute des peintures pour la Casa del Fascio Nicola Bonservizi, dans le quartier de Sturla, avec pour thématiques l’avant-garde. Guerzoni peint également en Ombrie où elle réalise une Madone miraculeuse à Città di Castello sur demande de l’évêque. Puis en 1938, elle s’installe à Francavilla al Mare, aux environs de Pescara, sur l'Adriatique. Là aussi, à la demande de l’évêque du lieu, elle peint trois fresques figurant des épisodes de la vie du Christ : "Je suis la Résurrection et la vie", la "Guérison de l’aveugle de Jéricho" et la "Madone de la mer". 
Elle apprend beaucoup grâce au peintre Giovanni Bevilacqua qui lui prodigue des conseils dont elle tire grand profit .
En 1939, elle expose à New-York et San Francisco aux côtés d’autres femmes artistes sous l’égide de l'Italian Federation of Business and Professional Women.
Elle quitte les Abruzzes en 1940 pour s'installer à Rome où elle restera jusqu'en 1943. Elle rentre alors en Suisse et séjourne à Neuchâtel où elle peint Notre-Dame de la Vigne à Saint-Aubin, à la demande de l'abbé Louis Glasson.
Après la guerre, Guerzoni et son mari repartent vivre à Rome. Elle installe son atelier, une roulotte spécialement aménagée et appelée la « Colombine », dans le parc de la Villa Strohl Fern qui appartient à la France. Elle commence aussi à donner une série de conférences sur Hodler où elle parle de son travail, de ses enseignements et relate ses souvenirs. En 1957, elle publie un ouvrage consacré à son maître, "Ferdinand Hodler : sa vie, son œuvre, son enseignement, souvenirs personnels" . Elle le dédie au journaliste et essayiste Carl Albert Loosli, principal biographe du peintre bernois, qui lui prodigue des conseils et avec lequel elle entretiendra également, sa vie durant, une importante correspondance.
Entre 1960 et 1965, à la demande du cardinal Eugène Tisserant, elle réalise les fresques de la cathédrale des Cœurs Sacrés de Jésus et Marie à La Storta, dans le diocèse suburbicaire de Porto-Santa Rufina, au nord-ouest de Rome. Elle exécute dans un premier temps la Madone du Cénacle; en souvenir de ses jeunes années genevoises, elle y fait figurer Ferdinand Hodler sous les traits de saint Pierre et saint Barthélemy , mais également Félix Vibert sous les traits de saint Thomas ; Georges Navazza, quant à lui, incarne un personnage de l’assemblée. Elle-même apparaît dans la fresque, ainsi que sa fille Denise. Une seconde fresque montre l'apparition du Christ à Sainte Marguerite-Marie Alacoque à Paray-le-Monial .
Encouragée par sa fille Denise et son gendre, Théodore Strawinsky, elle revient à Genève. En 1968, elle publie un ouvrage explicatif consacré aux fresques de La Storta et décrivant en détail les différents saints représentés et le choix iconographique.

## Collections publiques
- Musée d'Art et d'Histoire de Genève
- Musée Amos Rex à Helsinki